# Université Fédérale Toulouse Midi-Pyrénées
El Université Fédérale Toulouse Midi-Pyrénées és una institució i universitat francès dedicada a la recerca i la investigació, situada a la ciutat de Tolosa, Migdia-Pirineus. Es dedica sobretot a la tecnologia, ciència i enginyeria, però també a altres temes. Va ser creada el 2007.

## Membres
- Universitat de Tolosa I
- Universitat de Tolosa-Joan Jaurés
- Universitat de Tolosa III

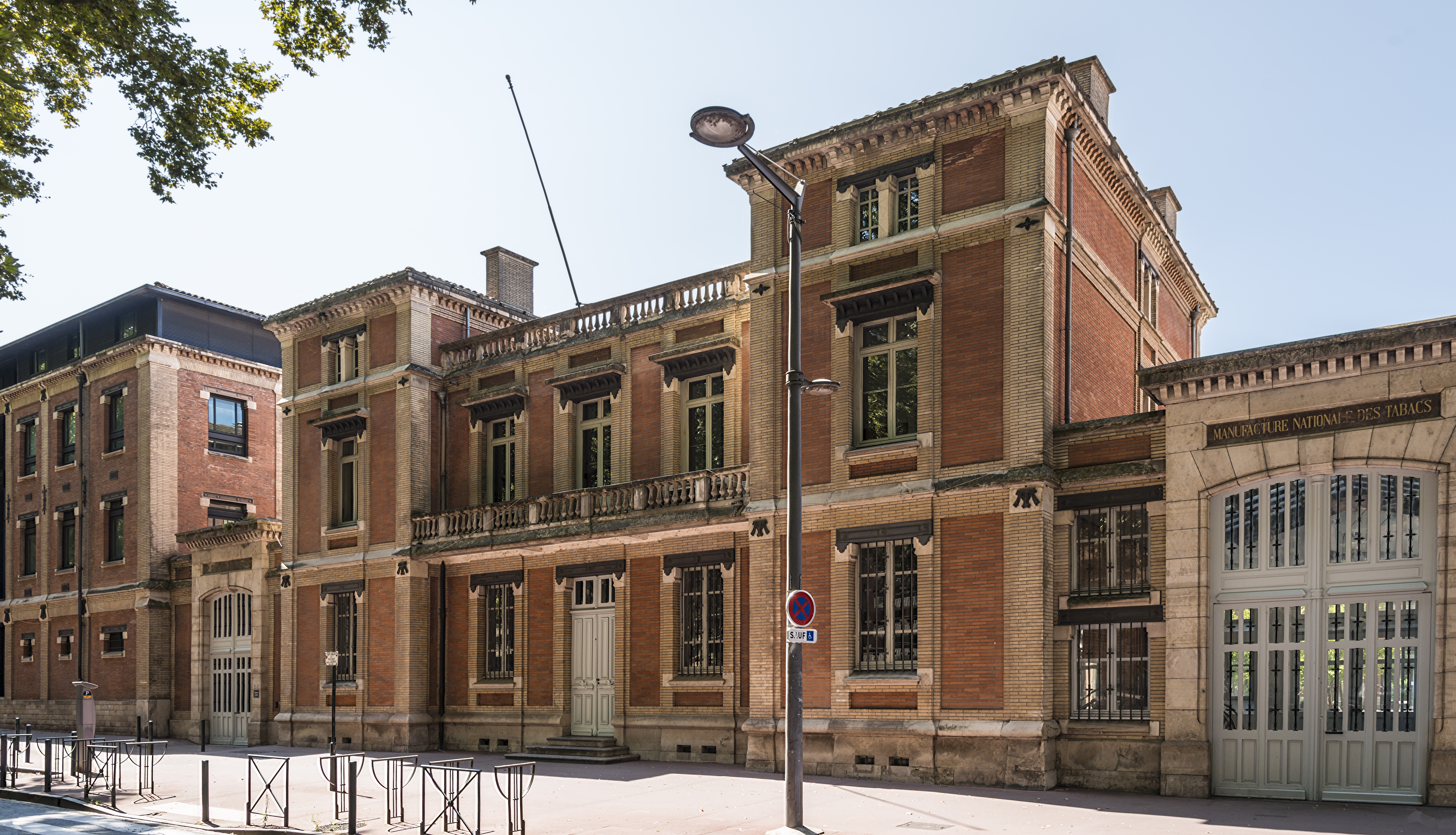
Universitat de Tolosa I

- Institut national polytechnique de Toulouse
- Institut national des sciences appliquées de Toulouse
- Institut Supérieur de l'Aéronautique et de l'Espace
- Institut d'études politiques de Toulouse
- Centre universitaire Jean-François-Champollion
- École des Mines d'Albi-Carmaux
- École nationale de l'aviation civile
- École nationale supérieure d'architecture de Toulouse
- École nationale de formation agronomique
- Toulouse Business School
- Institut Catholique d'Arts et Métiers